# Samuel Shankland
Samuel L. Shankland (* 1. Oktober 1991 in Berkeley) ist ein US-amerikanischer Schachgroßmeister.

## Leben

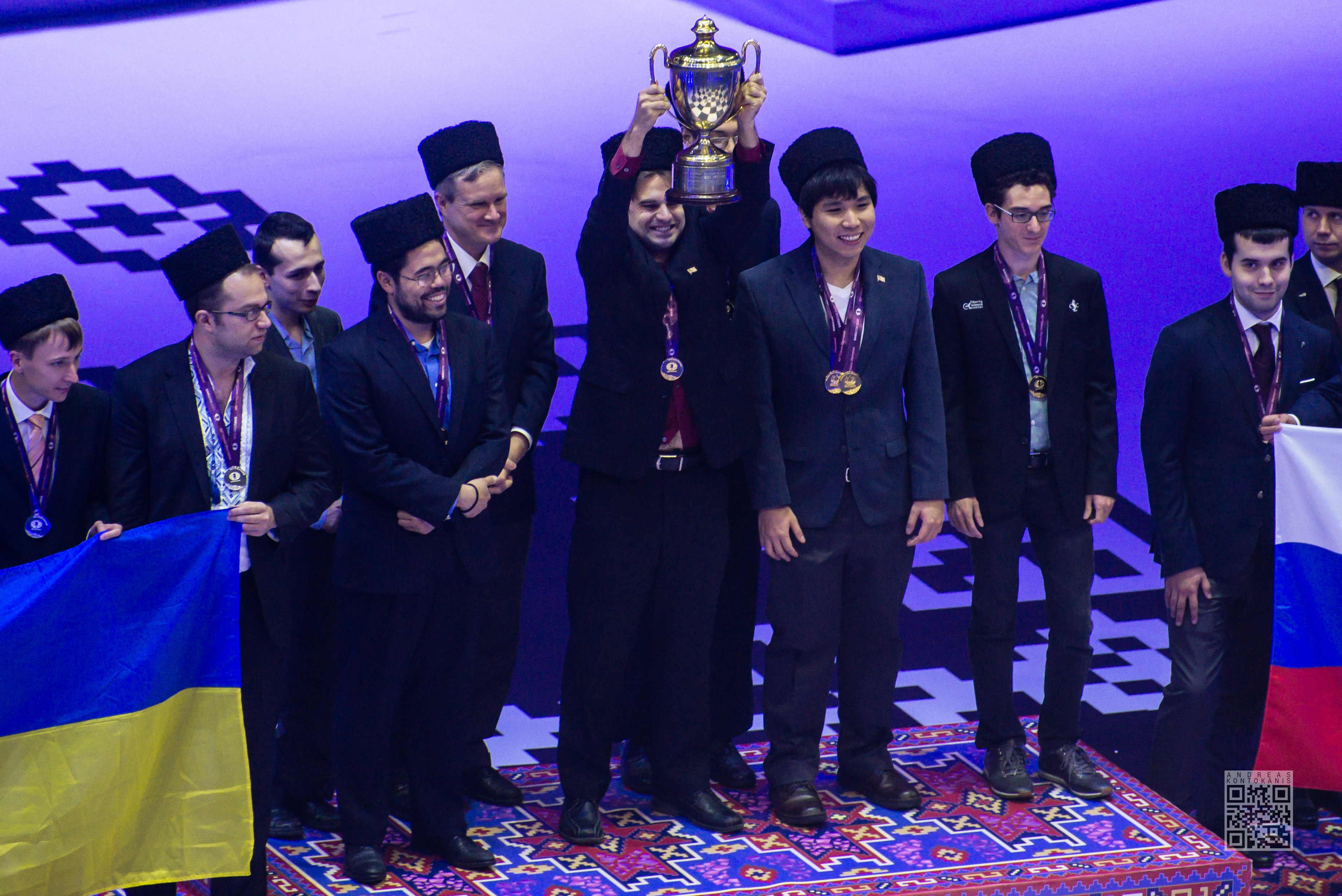
Das Team der USA (Olympiasieger 2016) mit dem Pokal, den Samuel Shankland hochhält.

Samuel Shankland spielte sein erstes Schachturnier im Alter von elf Jahren. 2006 errang er den Titel eines Nationalen Meisters. Im Juli 2008 gewann er als bis dahin jüngster Spieler die Meisterschaft von Kalifornien. Im September 2008 kam er bei der Jugendweltmeisterschaft auf den dritten Platz und wurde Internationaler Meister. 2009 gewann er erneut die kalifornische Meisterschaft und erzielte bei Turnieren in New York und Philadelphia seine ersten beiden Großmeister-Normen. Im Juli 2010 gewann er die Juniorenmeisterschaft der USA. Von 2010 bis 2014 absolvierte er ein Studium der Wirtschaftswissenschaften an der Brandeis University.
Im April 2011 kam er bei der Landesmeisterschaft der USA auf Platz 3 und erreichte damit seine letzte erforderliche Großmeister-Norm. Der Titel wurde ihm im Juni 2011 verliehen. Im September 2011 sorgte Shankland für Aufsehen, als er beim Schach-Weltpokal in Chanty-Mansijsk in der ersten Runde den favorisierten Péter Lékó mit 1,5:0,5 ausschaltete. In der zweiten Runde unterlag er jedoch Abhijeet Gupta.
Mit der Nationalmannschaft der Vereinigten Staaten nahm er an der Schacholympiade 2014 teil und erreichte das beste Einzelergebnis der Reservespieler, 2013 gewann er mit der US-Auswahl die panamerikanischen Mannschaftsmeisterschaft, bei der Mannschaftsweltmeisterschaft spielte er 2015 am Spitzenbrett der USA.
In der United States Chess League spielte er von 2006 bis 2009 für die San Francisco Mechanics, mit denen er 2006 Meister wurde, und von 2010 bis 2013 für die New England Nor'easters, mit denen er 2010 die Meisterschaft gewann. In der deutschen Bundesliga spielte Shankland in der Saison 2018/19 für die SV 1930 Hockenheim.
Zusammen mit dem Team der USA gewann er die Schacholympiade 2016 in Baku.
2018 gewann er die Meisterschaft der Vereinigten Staaten, das 53. Capablanca Memorial in Havanna sowie die amerikanische Kontinentalmeisterschaft. In dieser Zeit gelang es ihm auch, die hohe Zahl von 62 Turnierpartien in Folge ungeschlagen zu bleiben. Im Juni 2021 gewann er das Masters beim Prager Schachfestival mit 5,5 Punkten aus 7 Runden.

## Partiebeispiel
|   | a | b | c | d | e | f | g | h |   |
| 8 |   |   |   |   |   |   |   |   | 8 |
| 7 |   |   |   |   |   |   |   |   | 7 |
| 6 |   |   |   |   |   |   |   |   | 6 |
| 5 |   |   |   |   |   |   |   |   | 5 |
| 4 |   |   |   |   |   |   |   |   | 4 |
| 3 |   |   |   |   |   |   |   |   | 3 |
| 2 |   |   |   |   |   |   |   |   | 2 |
| 1 |   |   |   |   |   |   |   |   | 1 |
|   | a | b | c | d | e | f | g | h |   |

Hier eine Kurzpartie aus der US-Meisterschaft 2011. Shankland besiegte den Großmeister Gregory Kaidanov mit den schwarzen Steinen in nur 18 Zügen.
Kaidanov–Shankland 0:1
St. Louis, 16. April 2011
Halbslawische Verteidigung, D45
1. d4 d5 2. c4 c6 3. Sc3 Sf6 4. e3 e6 5. Sf3 Sbd7 6. Dc2 b6 7. Ld3 Lb7 8. 0–0 Le7 9. b3 0–0 10. Se5 h6 11. f4 c5 12. Lb2 cxd4 13. exd4 dxc4 14. Lxc4 Sxe5 15. fxe5 Dxd4+ 16. Kh1 Dh4 17. Lc1 Sg4 18. Lf4 Lc5 0:1

## Werke
- Small Steps to Giant Improvement (2018, ISBN 978-1-78483-051-9).
- Small Steps 2 Success – Mastering Passed Pawn Play (2019, ISBN 978-1-78483-090-8).